# Нусуев, Морис Шевальевич
Морис Шевальевич Нусуев (род. 28 июня 1997, Россия) — российский футболист, защитник.

## Биография
Старший сын в семье Шевалье Нусуева (1969—2005) и его жены, фехтовальщицы Беллы Нусуевой (р. 1971). У него есть младший брат Наиль (р. 2003) и сестра (р. 2005). Отец — советский и российский самбист и дзюдоист, а также тренер. В возрасте 20 лет стал самым молодым заслуженным тренером СССР. Позже занимался бизнесом. Застрелен в 2005 году.
В детстве Нусуев занимался хоккеем в школе ЦСКА. Также пробовал себя в плавании и гимнастике. Имеет гражданство Великобритании.
В начале карьеры прошёл через систему словенских клубов «Марибор» и «Горица» и нидерландский «Витесс». Профессиональную карьеру начал в сезоне 2016/17 в Венгрии, где сыграл 6 матчей в третьей лиге за фарм-клуб столичного МТК. В феврале 2018 года в качестве свободного агента подписал контракт с греческим клубом «Панатинаикос». Летом того же года перешёл в словенский «Целе». В составе обеих команд не играл. Зимой 2019 года перешёл в клуб второй лиги Словении «Илирия 1911», за который провёл два матча. Летом 2019 года Нусуев проходил просмотр в российском клубе «Сочи», но подписать контракт не смог, после чего продолжил карьеру в Грузии. В 2019 году провёл 4 матча в высшей лиги Грузии в составе клуба «ВИТ Джорджия». В 2020 году перешёл в «Мерани» Тбилиси, за который сыграл 7 матчей.
25 февраля 2021 года, в последний день трансферного окна, Нусуев был заявлен за «Тамбов». В его составе дебютировал в РПЛ 19 марта в матче против «Сочи» (0:5), в котором вышел на замену на 65-й минуте вместо Виталия Шахова. Также сыграл в матче заключительного тура «Тамбов» — «Зенит» (1:5). В оставшейся части сезона «Тамбов» не набрал очков и занял последнее место в лиге. 10 июля подписал контракт с клубом ФНЛ «Кубань».